# Estadio Karl Liebknecht
El Estadio Karl Liebknecht (en alemán: Karl-Liebknecht-Stadion) es un estadio de fútbol ubicado en la ciudad de Potsdam del estado de Brandemburgo en Alemania.

## Historia
Fue inaugurado el 10 de julio de 1976 con el nombre Sportplatz an der Priesterstraße con un partido entre el BSG Motor Babelsberg contra la selección nacional olímpica, el cual ganó la selección nacional por 5-0. La capacidad original del estadio era de 15000 espectadores, pero solo tuvo el máximo de capacidad en un partido entre Alemania Democrática contra Malta por la Clasificación de UEFA para la Copa Mundial de Fútbol de 1978, que terminó con victoria para los locales por 9-0. A nivel de clubes la mayor asistencia se dio en un partido del SV Babelsberg 03 contra el Fortuna Düsseldorf al que asistieron 14700 espectadores.
Con la renovación hecha en 2002 la capacidad del estadio fue reducida a poco más de 10000 espectadores y posteriormente reportó la mayor cantidad de aficionados a un partido de la Bundesliga Femenina cuando asistieron 7900 espectadores al partido entre 1. FFC Turbine Potsdam contra el 1. FFC Frankfurt. También tiene el récord de asistencia a un partido internacional femenil cuando el 1. FFC Turbine Potsdam enfrentó al Djurgårdens IF Dam en el partido de vuelta de la final de la UEFA Women's Cup 2004-05 donde asistieron 8677 espectadores.

## Galería

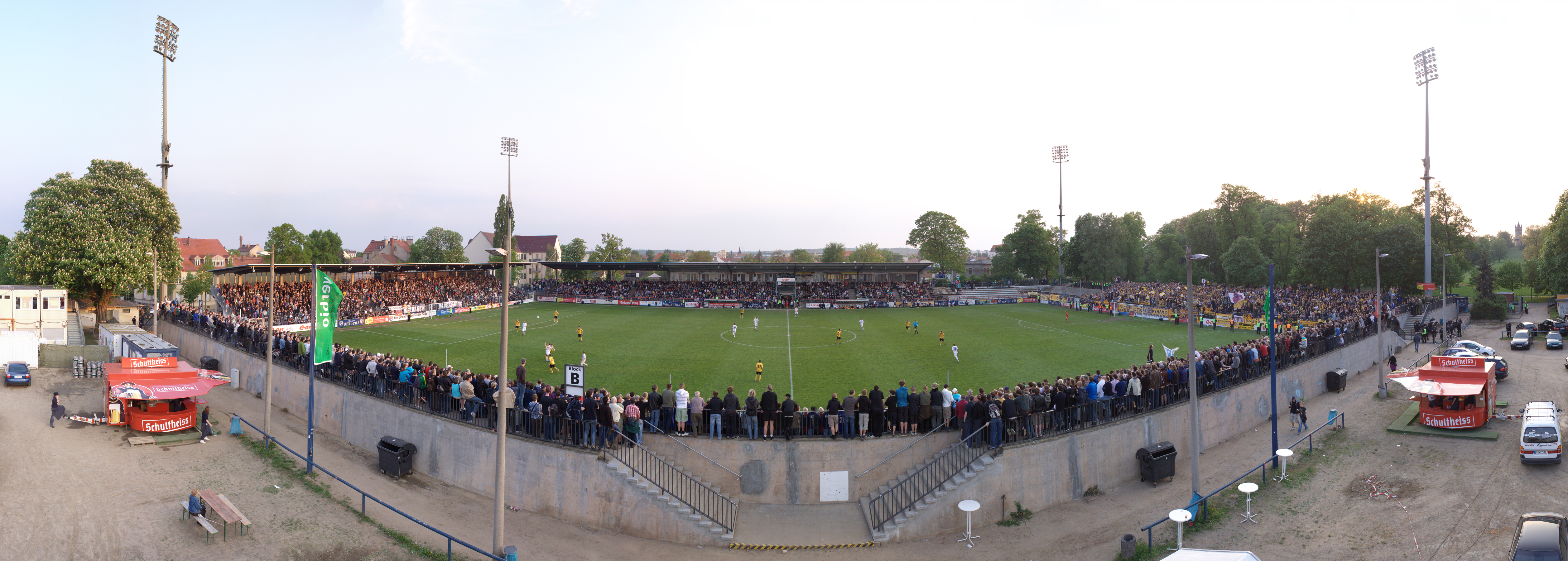
Vista panorámica del estadio en 2011.